# Jan Tooropstraat
De Jan Tooropstraat is een straat in Amsterdam Nieuw-West. De straat ligt in de wijk Overtoomse Veld en loopt van de Johan Jongkindstraat naar de Jan van Galenstraat.

## Geschiedenis
De Jan Tooropstraat kreeg zijn naam in 1956. De straat is vernoemd naar de schilder en tekenaar Jan Toorop (1858-1928). Er is ook een Jan Tooropstraat in een aantal andere plaatsen in Nederland, waaronder Almelo, Eindhoven en Nijmegen.
Sinds 1989 rijdt tramlijn 13 vanaf de Jan Evertsenstraat via deze straat naar de Jan van Galenstraat.
Op 15 maart 2016 werd de fietsenmaker Temel Kobye zwaargewond aangetroffen in zijn fietsenwinkel aan de Jan Tooropstraat. Hij had meerdere messteken in zijn borst. Dader Irfan E. werd voor dit misdrijf veroordeeld tot 20 jaar celstraf. In hoger beroep werd dit 21 jaar.
Sinds de 21e eeuw maakt de straat een vernieuwingsslag door. Verschillende oude gebouwen maken plaats voor nieuwbouw, terwijl andere gebouwen gerestaureerd worden.

## Gebouwen
De Jan Tooropstraat is een belangrijke straat voor de buurt. In deze straat zijn onder andere OLVG-locatie West (het voormalige Sint Lucas Andreas Ziekenhuis), Garage West van het GVB-busbedrijf, Hogeschool iPabo gevestigd. Op de hoek met de Postjesweg staat de Herdenkingskerk (anno 2023 bekend als de Baptist House). 

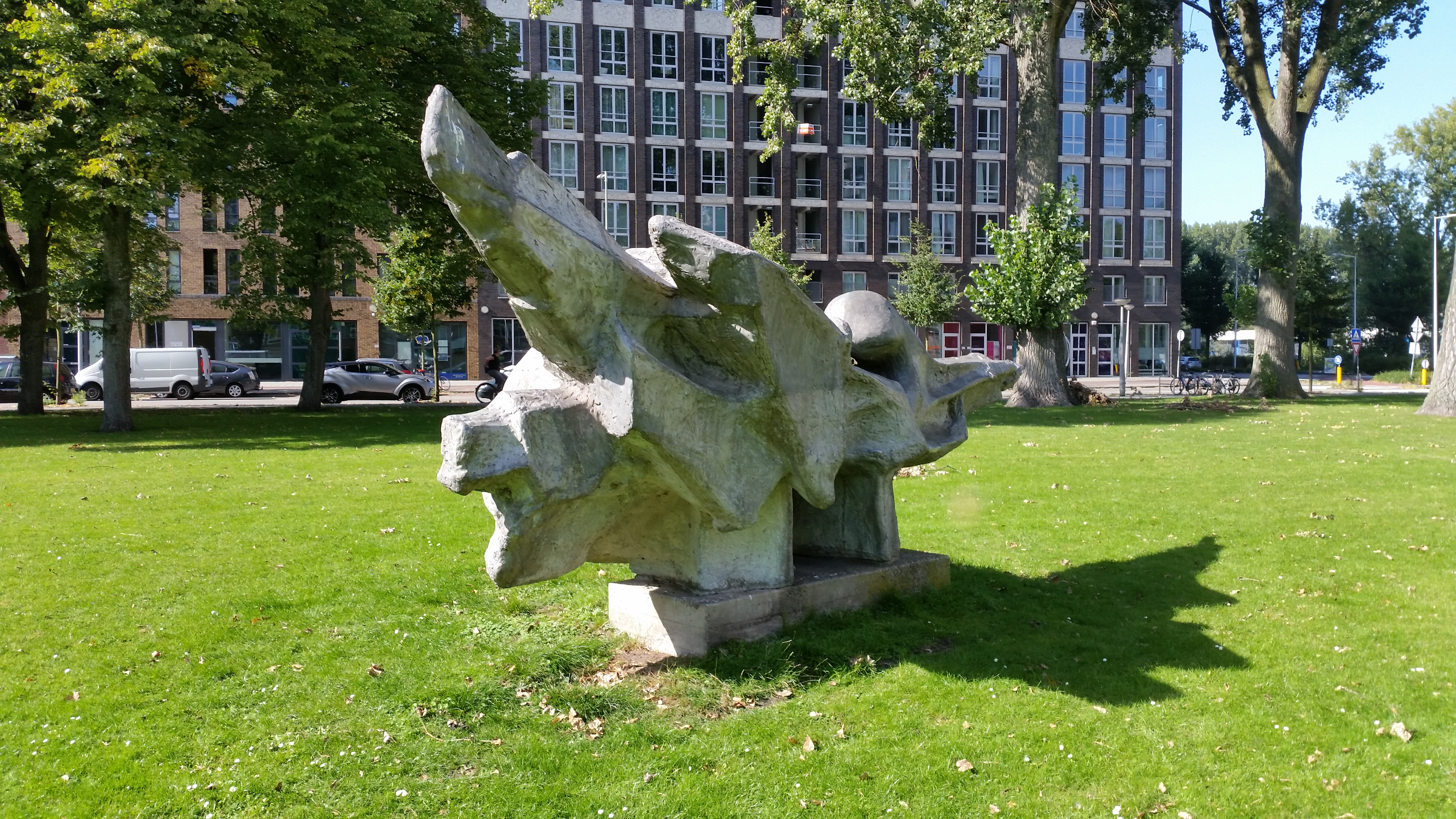
Erotica van Erwin de Vries (september 2019)

In een plantsoen aan de straat staat het beeld Erotica van Erwin de Vries. 
Aan het zuidelijk begin van de straat aan de Johan Jongkindstraat stond lange tijd een gebouw van de GGD Amsterdam. Dat werd gesloopt en in 2019 en 2020 werd er gebouwd aan complex De Nieuwe Meester.